# Joseph y Melissa Batten
Melissa Brooks Batten (2 de marzo de 1972 – 29 de julio de 2008), fue una diseñadora de software informático, que fue asesinada por su marido Joseph Eugene Batten (Parkersburg (Virginia Occidental) 23 de enero de 1972 – 29 de julio de 2008), un programador de videojuegos, en Redmond (Washington). Joseph se suicidó después de asesinarla. Melissa había pedido una orden de protección contra su marido ocho días antes de su muerte.

## Contexto
Melissa Brooks Batten, la víctima, se graduó en Derecho en Harvard. Joseph Batten se licenció en matemáticas en la Universidad Marshall.
Melissa fue una defensora pública y trabajó en casos nacionales para la Oficina del Defensor Público del Condado de Mecklenburg, Carolina del Norte de 2000 a 2002. Melissa se trasladó al Estado de Washington en 2002 y empezó a trabajar en Microsoft Game Studios, donde Joseph estaba trabajando como programador de videojuegos. Melissa intervino en juegos como Halo 3 y Gears of War como ingeniero de desarrollo de software en pruebas y también trabajaba en una función de soporte con el desarrollador Rare para la Xbox 360. Joseph posteriormente trabajó en Wizards of the Coast como manager senior. Joseph fue también el jefe del proyecto para Gleemax el 28 de julio de 2008, aunque Wizards anunció que Gleemax cerraría para poder concentrarse en D&D Insider.
Los Batten se fueron a vivir juntos en Kent (Washington).

## Asesinato
El 5 de junio de 2008, después de enterarse de una aventura que Melissa había tenido, Joseph se enfrentó a ella y, en un momento determinado, le apuntó con un arma y luego a su propia cabeza. Melissa se trasladó al apartamento de un amigo en Redmond (Washington), pero Joseph descubrió donde vivía. Un amigo en común pudo convencerlo de que vendiera su pistola calibre 22 al comerciante, pero Joseph luego compró un revólver Smith & Wesson 357 y un Taurus semiautomático de 9 milímetros. Joseph irrumpió en su lugar de trabajo en el campus de Microsoft el 16 de julio mientras ella no estaba en la ciudad, y cuando los guardias de seguridad lo atraparon le dijeron que no le permitían regresar al campus. Melissa le dijo a la policía que él intentó llamarla más de 30 veces el 19 y 20 de julio. Melissa obtuvo una orden de protección contra Joseph el 21 de julio, que decía que no se le permitía acercarse a menos de 100 yardas de ella, y le fue otorgado el 25 de julio. También comenzó con los trámites del divorcio.
A las nueve de la mañana del 29 de julio de 2008, Melissa dejaba su apartamento para ir a trabajar. Joseph se acercó a ella mientras estaba en el aparcamiento y le disparó varios tiros en el torso con una pistola de 9 mm y luego se pegó un tiro en la cabeza.. Los investigadores en la escena descubrieron esposas borrosas, pornografía intensa, un cuchillo de corte de 8 pulgadas y 6,000 dólares en el maletero del sedán Mercedes de Joseph.
Microsoft brindó asesoramiento sobre reclamaciones a los familiares de Melissa y ayudó a familiares y colegas a organizar monumentos conmemorativos. Los legisladores del estado de Washington Roger Goodman citaron el caso Batten en la aprobación de una Ley estatal de control de armas de 2014 que involucra violencia doméstica.